# Marseillevirus
Genre
Espèces de rang inférieur
- Marseillevirus massiliense
- Marseillevirus senegalense

Marseillevirus est un genre de virus géant découvert en 2009. Son ADN mesure 368 kb et encode un minimum de 49 protéines. C'est un virus d'amibe.

## Histoire

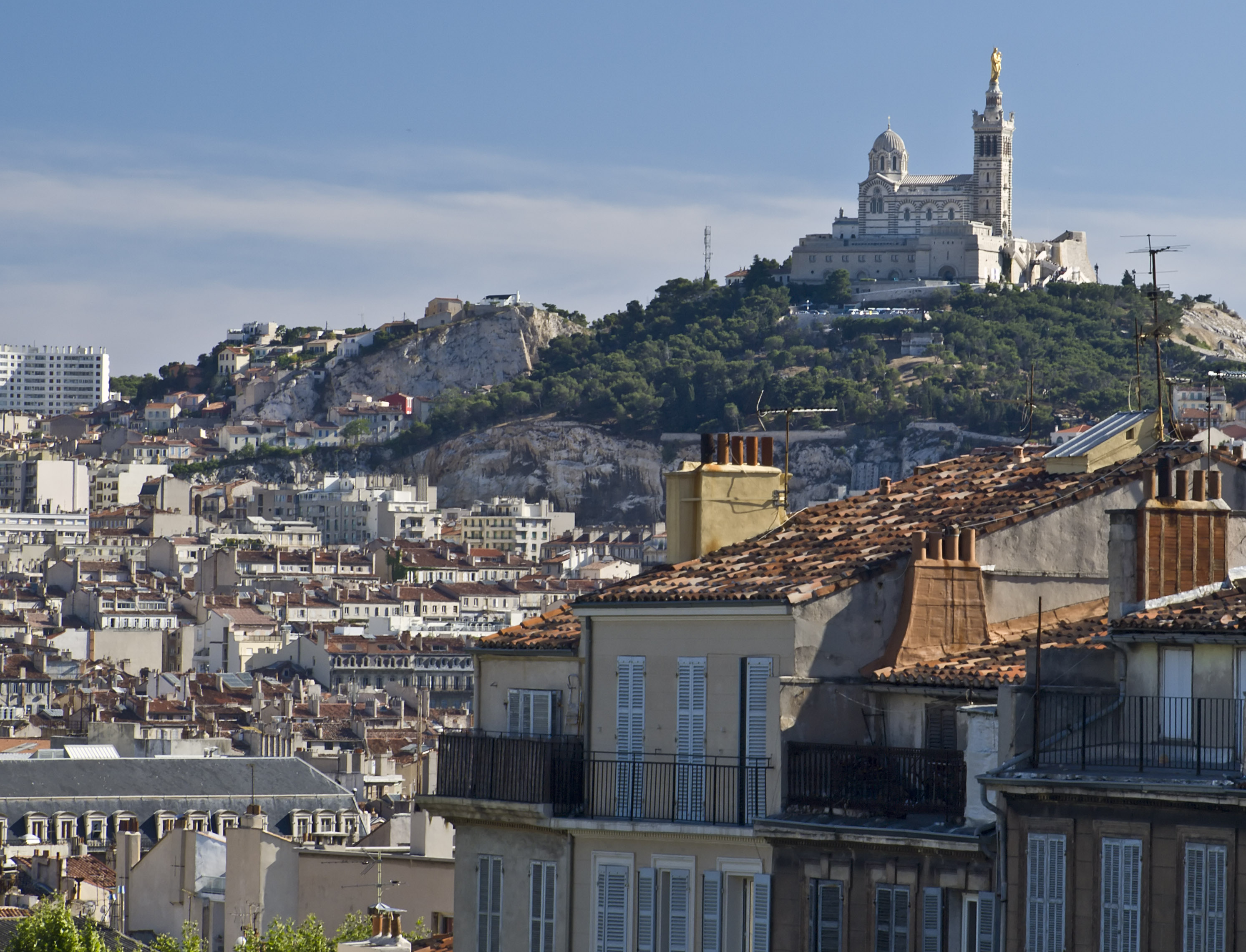
Marseille, ville éponyme à l'origine du nom Marseillevirus.

Depuis la description en 2009 de la première espèce du genre, nommée d'après le lieu de sa découverte à Marseille, d'autres ont été décrites de par le monde et nommées de la même façon. Le genre comprend ainsi Cannes 8 virus, Melbournevirus, Tokyovirus et Noumeavirus.